# فران كاراتشيتش
فران كاراتشيتش (بالإنجليزية: Fran Karačić) هو لاعب كرة قدم أسترالي في مركز الدفاع، ولد في 12 مايو 1996 في زغرب في كرواتيا. لعب مع نادي لوكوموتيفا.

## وصلات خارجية
- فران كاراتشيتش على موقع الاتحاد الأوربي (الإنجليزية)
- فران كاراتشيتش على موقع اتحاد كرواتيا (الكرواتية)
- فران كاراتشيتش على موقع قاعدة بيانات كرة القدم.إي يو (الإنجليزية)
- فران كاراتشيتش على موقع ناشيونال فوتبول تيمز (الإنجليزية)
- فران كاراتشيتش على موقع Soccerway.com (الإنجليزية)
- فران كاراتشيتش على موقع عالم كرة القدم.نت (الإنجليزية)